# Pero poolei
Pero poolei là một loài bướm đêm trong họ Geometridae.